# Дубница (Свилајнац)
Дубница је насеље у Србији у општини Свилајнац у Поморавском округу. Према попису из 2022. има 362 становника (према попису из 2011. било је 504 становника).

## Демографија
У насељу Дубница живи 485 пунолетних становника, а просечна старост становништва износи 44,5 година (43,5 код мушкараца и 45,4 код жена). У насељу има 203 домаћинства, а просечан број чланова по домаћинству је 2,99.
Ово насеље је великим делом насељено Србима (према попису из 2002. године), а у последња три пописа, примећен је пад у броју становника.
|  |

| Демографија | Демографија | Демографија |
| Година      | Становника  | Становника  |
| ----------- | ----------- | ----------- |
| 1948.       | 1.242       |             |
| 1953.       | 1.213       |             |
| 1961.       | 1.136       |             |
| 1971.       | 1.044       |             |
| 1981.       | 963         |             |
| 1991.       | 831         | 694         |
| 2002.       | 607         | 850         |
| 2011.       | 504         |             |
| 2022.       | 362         |             |

| Етнички састав према попису из 2002.‍ | Етнички састав према попису из 2002.‍ | Етнички састав према попису из 2002.‍ | Етнички састав према попису из 2002.‍ | Етнички састав према попису из 2002.‍ |
| ------------------------------------ | ------------------------------------ | ------------------------------------ | ------------------------------------ | ------------------------------------ |
|                                      |                                      |                                      |                                      |                                      |
| Срби                                 | Срби                                 |                                      | 601                                  | 99,01%                               |
| Румуни                               | Румуни                               |                                      | 2                                    | 0,32%                                |
| Муслимани                            | Муслимани                            |                                      | 1                                    | 0,16%                                |
| непознато                            | непознато                            |                                      | 2                                    | 0,32%                                |

| Година пописа     | 1948. | 1953. | 1961. | 1971. | 1981. | 1991. | 2002. |
| ----------------- | ----- | ----- | ----- | ----- | ----- | ----- | ----- |
| Број домаћинстава | 273   | 273   | 274   | 265   | 251   | 211   | 203   |

| Број чланова      | 1  | 2  | 3  | 4  | 5  | 6  | 7 | 8 | 9 | 10 и више | Просек |
| ----------------- | -- | -- | -- | -- | -- | -- | - | - | - | --------- | ------ |
| Број домаћинстава | 55 | 52 | 20 | 30 | 22 | 13 | 8 | 3 | 0 | 0         | 2,99   |

| Пол    | Укупно | Неожењен/Неудата | Ожењен/Удата | Удовац/Удовица | Разведен/Разведена | Непознато |
| ------ | ------ | ---------------- | ------------ | -------------- | ------------------ | --------- |
| Мушки  | 250    | 59               | 161          | 17             | 12                 | 1         |
| Женски | 267    | 35               | 165          | 50             | 13                 | 4         |
| УКУПНО | 517    | 94               | 326          | 67             | 25                 | 5         |

| Пол    | Укупно                    | Пољопривреда, лов и шумарство | Рибарство                            | Вађење руде и камена | Прерађивачка индустрија       |
| ------ | ------------------------- | ----------------------------- | ------------------------------------ | -------------------- | ----------------------------- |
| Мушки  | 144                       | 123                           | 0                                    | 0                    | 2                             |
| Женски | 80                        | 74                            | 0                                    | 0                    | 0                             |
| УКУПНО | 224                       | 197                           | 0                                    | 0                    | 2                             |
| Пол    | Производња и снабдевање   | Грађевинарство                | Трговина                             | Хотели и ресторани   | Саобраћај, складиштење и везе |
| Мушки  | 1                         | 3                             | 3                                    | 3                    | 2                             |
| Женски | 0                         | 0                             | 1                                    | 1                    | 0                             |
| УКУПНО | 1                         | 3                             | 4                                    | 4                    | 2                             |
| Пол    | Финансијско посредовање   | Некретнине                    | Државна управа и одбрана             | Образовање           | Здравствени и социјални рад   |
| Мушки  | 0                         | 0                             | 1                                    | 1                    | 0                             |
| Женски | 0                         | 0                             | 1                                    | 2                    | 1                             |
| УКУПНО | 0                         | 0                             | 2                                    | 3                    | 1                             |
| Пол    | Остале услужне активности | Приватна домаћинства          | Екстериторијалне организације и тела | Непознато            | Непознато                     |
| Мушки  | 1                         | 0                             | 0                                    | 4                    | 4                             |
| Женски | 0                         | 0                             | 0                                    | 0                    | 0                             |
| УКУПНО | 1                         | 0                             | 0                                    | 4                    | 4                             |